# Vädersolstavlan
Vädersolstavlan (en español: "Pintura del Parhelio") es una pintura que representa un fenómeno atmosférico observado en Estocolmo el 20 de abril de 1535, llamado Parhelio.
Se cree que es la representación más antigua de la ciudad de Estocolmo, el Vädersolstavlan es, probablemente, también la pintura sueca más antigua de un paisaje y la más antigua representación de un Parhelio.
La pintura original, producida inmediatamente después del evento y tradicionalmente atribuido a Målare Urbana, se ha perdido, pero la actual es una copia de 1636 de Jacob Heinrich Elbfas, que se guarda en la catedral de San Nicolás (Storkyrkan) en el centro de Estocolmo. Anteriormente cubierta con capas de barniz de color marrón, esta copia fue restaurada entre 1998-1999.
El Vädersolstavlan fue pintado durante un momento importante en la historia de Suecia. La constitución de la Suecia moderna coincidió con la introducción del protestantismo y la ruptura con Dinamarca y la Unión de Kalmar. La pintura fue encargada por el reformador sueco Olaus Petri que debido a las controversias entre éste y el rey Gustav Vasa y el contexto histórico en el que se desarrollaron se mantuvo en secreto durante siglos. Durante el siglo XX, sin embargo, el Vädersolstavlan se convirtió en un símbolo de la historia de Estocolmo y todavía se muestra con frecuencia durante las conmemoraciones de la ciudad.